# Edwige Feuillère
Edwige Feuillère (* 29. Oktober 1907 als Edwige Louise Caroline Cunati in Vesoul, Département Haute-Saône; † 13. November 1998 in Boulogne-Billancourt) war eine französische Schauspielerin. Sie konnte vor allem als „Kameliendame“ auf der Theaterbühne, aber auch im Film große Erfolge in ihrer Heimat feiern.

## Leben
Edwige Feuillère wurde 1907 als Tochter eines Architekten in Vesoul geboren. Ihre Kindheit verbrachte sie jedoch in Italien, wo ihr Vater im Ersten Weltkrieg auf Seiten der italienischen Armee seinen Militärdienst leistete. Nach dem Krieg siedelte die Familie nach Dijon über. Dort besuchte Feuillère das Lyzeum und sammelte in Schulaufführungen erste Schauspielerfahrungen. Sie nahm schließlich Unterricht am Conservatoire d’art dramatique de Dijon. Von 1928 bis 1931 studierte sie am Conservatoire de Paris und trat zunächst unter dem Namen Cora Lynn auf der Bühne auf. Nach der Heirat 1929 mit Pierre Feuillère, von dem sie 1933 wieder geschieden wurde, nahm sie den Namen Feuillère als Künstlernamen an. Auf ihr Studium folgte ein zweijähriges Engagement an der Comédie-Française. In dem Kurzfilm La Fine combine stand sie 1931 neben Fernandel erstmals vor der Filmkamera. 
Als Leinwandstar etablierte sie sich 1935 in der Titelrolle von Abel Gances Filmdrama Lucrezia Borgia, in dem sie mit einer kurzen Nacktszene eine Kontroverse auslöste. Als Marguerite Gautier in Die Kameliendame konnte sie 1939 einen großen Bühnenerfolg verbuchen. Ihre elegante und kultivierte Erscheinung prädestinierte sie für Kostümdramen. Als bevorzugte Heldin von Max Ophüls (unter anderem in Ohne ein Morgen, Von Mayerling bis Sarajewo) und Maurice Tourneurs (Mamsell Bonaparte) festigte sie ihren Ruf vor der Kamera. In den 1940ern spielte sie neben Gérard Philipe in der Dostojewski-Verfilmung Der Idiot und neben Jean Marais in Jean Cocteaus Der zweiköpfige Adler. Sie konzentrierte sich jedoch hauptsächlich auf ihre Theaterkarriere. 1951 trat sie erstmals auch in London auf der Bühne auf. Zusammen mit Jean-Louis Barrault sah man sie als Femme fatale in Claudels Partage de midi. 1957 stand sie mit ihrer eigenen Theatertruppe erneut als Kameliendame mehrfach auf Londoner Bühnen.
In den 1960er Jahren blieb sie eine der populärsten französischen Schauspielerinnen auch der jungen Generation von Regisseuren wie Patrice Chéreau mit Das Fleisch der Orchidee verbunden. Ab 1968 wirkte sie häufig auch in französischen Fernsehproduktionen mit, wie z. B. in den beiden Fernsehmehrteilern Die Damen von der Küste (Les Dames de la côte, 1979) und Evas Töchter (Le Chef de famille, 1982) von Regisseurin Nina Companéez.
1980 wurde sie zum Grand Officier der Ehrenlegion ernannt. Zudem erhielt sie als Commandeur den Ordre des Arts et des Lettres. 1984 wurde sie mit dem César d’honneur für ihr Lebenswerk ausgezeichnet. 1993 würdigte man ihre Darbietung in dem Theaterstück Edwige Feuillère en scène mit dem Theaterpreis Molière als beste Hauptdarstellerin.
Edwige Feuillère starb 1998 im Alter von 91 Jahren in Boulogne-Billancourt. Ihr Grab befindet sich auf dem Friedhof in Beaugency.

## Filmografie (Auswahl)
- 1931: La Fine combine (Kurzfilm)
- 1932: Une petite femme dans le train
- 1935: Le Miroir aux Alouettes
- 1935: Lucrecia Borgia (Lucrèce Borgia)
- 1935: Das Kreuz von Golgatha (Golgotha)
- 1940: Ohne ein Morgen (Sans lendemain)
- 1940: Von Mayerling bis Sarajewo (De Mayerling à Sarajevo)
- 1942: Mamsell Bonaparte (Mam’zelle Bonaparte)
- 1943: Die ehrbare Catherine (L’honorable Catherine)
- 1945: Schatten über ein Frauenherz (La part de l’ombre)
- 1946: Solange ich lebe (Tant que je vivrai)
- 1946: Der Idiot (L’Idiot)
- 1948: Der Doppeladler (L’aigle à deux têtes)
- 1948: Der Frauenfeind (Woman Hater)
- 1951: Olivia
- 1957: Die Killer lassen bitten (Quand la femme s’en mêle)
- 1958: Mit den Waffen einer Frau (En cas de malheur)
- 1961: Galante Liebesgeschichten (Amours célèbres)
- 1962: Der perfekte Mord (Le Crime ne paie pas)
- 1975: Das Fleisch der Orchidee (La chair de l’orchidée)
- 1979: Die Damen von der Küste (Les Dames de la côte) – TV-Mehrteiler
- 1982: Evas Töchter (Le chef de famille) – TV-Mehrteiler

## Auszeichnungen
- 1947: Victoire de Cinéma français
- 1952: Prix de la Femme la plus distinguée
- 1953: nominiert für den British Academy Film Award in der Kategorie Beste ausländische Darstellerin für Olivia
- 1980: Ehrenlegion als Grand Officier de la Légion d’Honneur
- 1984: César d’honneur für ihr Lebenswerk
- 1993: Molière als Beste Hauptdarstellerin für Edwige Feuillère en scène